# 线性近似

在 (a, f(a)) 处的切线

在数学中，线性近似就是用线性函数对普通函数进行近似。这个线性函数称为仿射函数。
例如，有一个实数变量的可导函数 f，根据 n=1 的泰勒公式
{\displaystyle f(x)=f(a)+f\ '(a)(x-a)+R_{2}}
其中 {\displaystyle R_{2}} 是余数。舍去余数就是线性近似：
{\displaystyle f(x)\approx f(a)+f\ '(a)(x-a)}
当 x 无限接近于 a 的时候这个等式成立。右侧的表示是 f 在点 (a, f(a)) 处的切线，因此这个过程也叫作切线近似。
我们也可以对以向量作为变量的向量函数作线性近似，这时在该点的导数用雅可比矩阵代替。例如，一个有实数变量的可导函数 {\displaystyle f(x,y)}，可以用函数 {\displaystyle f(x,y)} 在接近 {\displaystyle (a,b)} 的 {\displaystyle (x,y)} 点处的值来近似
{\displaystyle f\left(x,y\right)\approx f\left(a,b\right)+{\frac {\partial f}{\partial x}}\left(a,b\right)\left(x-a\right)+{\frac {\partial f}{\partial y}}\left(a,b\right)\left(y-b\right).}
方程右侧是 {\displaystyle z=f(x,y)} 在点 {\displaystyle (a,b).} 处的平面切线。
在更具普遍意义的巴拿赫空间上，
{\displaystyle f(x)\approx f(a)+Df(a)(x-a)}
其中 {\displaystyle Df(a)} 是函数 {\displaystyle f} 在 {\displaystyle a} 处的 Fréchet 导数。

## 例子
可以通过下面的过程求得 {\displaystyle {\sqrt[{3}]{25}}} 的值。
1. 设函数 {\displaystyle f(x)=x^{1/3}.\,} ，问题简化为求 {\displaystyle f(25)} 的值。
2. 可以得到 
{\displaystyle f\ '(x)=1/3x^{-2/3}.}
3. 根据线性近似 
{\displaystyle f(25)\approx f(27)+f\ '(27)(25-27)=3-2/27.}
4. 结果 2.926 非常接近于实际值 2.924